# National Division One 1990-1991
National Division One 1990-91 fu il 4º campionato nazionale inglese di rugby a 15 di prima divisione.
Si tenne dal 22 settembre 1990 al 27 aprile 1991 tra 13 squadre, che si incontrarono a girone unico su 12 turni.
Il campionato fu noto come Courage Clubs' Championship Division One a seguito di accordo di naming stipulato nel 1987 con il birrificio inglese John Courage, che sponsorizzò anche la seconda e terza divisione del neoistituito torneo.
Rispetto all'edizione precedente, il torneo fu portato a 13 squadre quindi, a turno, ciascuna di esse ebbe un turno di riposo a ogni giornata di gara.
Tutte le gare si tennero al sabato, e il campionato osservò delle soste in occasione dei test match di fine anno e del Cinque Nazioni.
Il titolo andò per la seconda volta a Bath che, a due giornate effettive dal termine (quella in calendario e quella da recuperare da febbraio), si aggiudicò il campionato battendo 45-21 Rosslyn Park mentre la più diretta sfidante al momento, Orrell, fu sconfitta in casa dal Wasps; lo stesso Orrell fu poi scavalcato in classifica dal club londinese campione uscente, che terminò al secondo posto.
Il valore delle marcature, come stabilito dall’IRFB nel 1977, era: 4 punti per ciascuna meta (6 se trasformata), 3 punti per la realizzazione di ciascun calcio piazzato, idem per il drop.

## Squadre partecipanti
- Bath
- Bristol
- Gloucester
- Harlequins (Londra)
- Leicester
- Liverpool St Helens (St Helens)
- Moseley (Birmingham)
- Northampton
- Nottingham
- Orrell (Wigan)
- Rosslyn Park (Londra)
- Saracens (Londra)
- Wasps (Londra)

## Risultati
| Data       | 1ª giornata                | Risultato |
| ---------- | -------------------------- | --------- |
| 22-9-1990  | Bath – Liverpool           | 46-3      |
| 22-9-1990  | Bristol – Nottingham       | 6-22      |
| 22-9-1990  | Harlequins – Wasps         | 12-18     |
| 22-9-1990  | Leicester – Gloucester     | 18-6      |
| 22-9-1990  | Northampton – Saracens     | 15-6      |
| 22-9-1990  | Orrell – Rosslyn Park      | 12-3      |
| Rip.       | Moseley                    |           |
|            |                            |           |
| Data       | 4ª giornata                | Risultato |
| 20-10-1990 | Bath – Orrell              | 17-9      |
| 20-10-1990 | Liverpool – Bristol        | 6-7       |
| 20-10-1990 | Nottingham – Moseley       | 12-7      |
| 20-10-1990 | Rosslyn Park – Leicester   | 17-15     |
| 20-10-1990 | Saracens – Harlequins      | 7-39      |
| 20-10-1990 | Wasps – Gloucester         | 14-9      |
| Rip.       | Northampton                |           |
|            |                            |           |
| Data       | 7ª giornata                | Risultato |
| 17-11-1990 | Bristol – Orrell           | 3-36      |
| 17-11-1990 | Gloucester – Saracens      | 21-16     |
| 17-11-1990 | Harlequins – Northampton   | 21-6      |
| 17-11-1990 | Leicester – Bath           | 3-9       |
| 17-11-1990 | Moseley – Liverpool        | 20-12     |
| 17-11-1990 | Wasps – Rosslyn Park       | 13-10     |
| Rip.       | Nottingham                 |           |
|            |                            |           |
| Data       | 10ª giornata               | Risultato |
| 9-3-1991   | Bath – Wasps               | 15-16     |
| 9-3-1991   | Bristol – Leicester        | 10-6      |
| 9-3-1991   | Liverpool – Nottingham     | 12-13     |
| 9-3-1991   | Northampton – Gloucester   | 6-7       |
| 9-3-1991   | Orrell – Moseley           | 16-0      |
| 9-3-1991   | Saracens – Rosslyn Park    | 13-11     |
| Rip.       | Harlequins                 |           |
|            |                            |           |
| Data       | 13ª giornata               | Risultato |
| 27-4-1991  | Gloucester – Harlequins    | 38-19     |
| 27-4-1991  | Moseley – Leicester        | 19-43     |
| 27-4-1991  | Nottingham – Orrell        | 16-12     |
| 27-4-1991  | Rosslyn Park – Northampton | 48-0      |
| 27-4-1991  | Saracens – Bath            | 6-49      |
| 27-4-1991  | Wasps – Bristol            | 46-19     |
| Rip.       | Liverpool                  |           |

| Data       | 2ª giornata               | Risultato |
| ---------- | ------------------------- | --------- |
| 6-10-1990  | Gloucester – Moseley      | 30-12     |
| 6-10-1990  | Liverpool – Northampton   | 13-23     |
| 6-10-1990  | Nottingham – Harlequins   | 13-23     |
| 6-10-1990  | Rosslyn Park – Bristol    | 16-13     |
| 6-10-1990  | Saracens – Orrell         | 19-12     |
| 6-10-1990  | Wasps – Leicester         | 12-22     |
| Rip.       | Bath                      |           |
|            |                           |           |
| Data       | 5ª giornata               | Risultato |
| 27-10-1990 | Bristol – Bath            | 3-10      |
| 27-10-1990 | Gloucester – Nottingham   | 22-6      |
| 27-10-1990 | Harlequins – Liverpool    | 41-12     |
| 27-10-1990 | Leicester – Saracens      | 29-6      |
| 27-10-1990 | Moseley – Rosslyn Park    | 9-19      |
| 27-10-1990 | Orrell – Northampton      | 60-0      |
| Rip.       | Wasps                     |           |
|            |                           |           |
| Data       | 8ª giornata               | Risultato |
| 12-1-1991  | Bath – Moseley            | 11-6      |
| 12-1-1991  | Liverpool – Gloucester    | 7-26      |
| 12-1-1991  | Northampton – Leicester   | 18-29     |
| 12-1-1991  | Orrell – Harlequins       | 12-9      |
| 12-1-1991  | Rosslyn Park – Nottingham | 9-15      |
| 12-1-1991  | Saracens – Wasps          | 6-15      |
| Rip.       | Bristol                   |           |
|            |                           |           |
| Data       | 11ª giornata              | Risultato |
| 23-3-1991  | Gloucester – Orrell       | 9-16      |
| 23-3-1991  | Leicester – Harlequins    | 12-15     |
| 23-3-1991  | Moseley – Bristol         | 9-9       |
| 23-3-1991  | Nottingham – Bath         | 9-22      |
| 23-3-1991  | Rosslyn Park – Liverpool  | 39-9      |
| 23-3-1991  | Wasps – Northampton       | 21-21     |
| Rip.       | Saracens                  |           |

| Data       | 3ª giornata               | Risultato |
| ---------- | ------------------------- | --------- |
| 13-10-1990 | Bristol – Saracens        | 25-6      |
| 13-10-1990 | Harlequins – Rosslyn Park | 18-6      |
| 13-10-1990 | Leicester – Nottingham    | 25-9      |
| 13-10-1990 | Moseley – Wasps           | 9-22      |
| 13-10-1990 | Northampton – Bath        | 10-16     |
| 13-10-1990 | Orrell – Liverpool        | 38-0      |
| Rip.       | Gloucester                |           |
|            |                           |           |
| Data       | 6ª giornata               | Risultato |
| 10-11-1990 | Bath – Harlequins         | 23-3      |
| 10-11-1990 | Liverpool – Leicester     | 7-28      |
| 10-11-1990 | Northampton – Bristol     | 12-9      |
| 10-11-1990 | Nottingham – Wasps        | 12-9      |
| 10-11-1990 | Rosslyn Park – Gloucester | 17-12     |
| 10-11-1990 | Saracens – Moseley        | 21-6      |
| Rip.       | Orrell                    |           |
|            |                           |           |
| Data       | 9ª giornata               | Risultato |
| 20-4-1991  | Gloucester – Bath         | 15-17     |
| 20-4-1991  | Harlequins – Bristol      | 38-16     |
| 20-4-1991  | Leicester – Orrell        | 15-12     |
| 20-4-1991  | Moseley – Northampton     | 10-16     |
| 20-4-1991  | Nottingham – Saracens     | 3-28      |
| 20-4-1991  | Wasps – Liverpool         | 51-4      |
| Rip.       | Rosslyn Park              |           |
|            |                           |           |
| Data       | 12ª giornata              | Risultato |
| 13-4-1991  | Bath – Rosslyn Park       | 45-21     |
| 13-4-1991  | Bristol – Gloucester      | 15-12     |
| 13-4-1991  | Harlequins – Moseley      | 33-6      |
| 13-4-1991  | Liverpool – Saracens      | 3-17      |
| 13-4-1991  | Northampton – Nottingham  | 22-15     |
| 13-4-1991  | Orrell – Wasps            | 12-14     |
| Rip.       | Leicester                 |           |

## Classifica
| Pos | Squadra             | G  | V  | N | P  | PF  | PS  | DP   | Pt |
| --- | ------------------- | -- | -- | - | -- | --- | --- | ---- | -- |
| 1   | Bath                | 12 | 11 | 0 | 1  | 280 | 104 | +176 | 22 |
| 2   | Wasps               | 12 | 9  | 1 | 2  | 252 | 151 | +101 | 19 |
| 3   | Harlequins          | 12 | 8  | 0 | 4  | 267 | 162 | +105 | 16 |
| 4   | Leicester           | 12 | 8  | 0 | 4  | 244 | 140 | +104 | 16 |
| 5   | Orrell              | 12 | 7  | 0 | 5  | 247 | 105 | +142 | 14 |
| 6   | Gloucester          | 12 | 6  | 0 | 6  | 207 | 163 | +44  | 12 |
| 7   | Rosslyn Park        | 12 | 6  | 0 | 6  | 216 | 174 | +42  | 12 |
| 8   | Nottingham          | 12 | 6  | 0 | 6  | 138 | 194 | −56  | 12 |
| 9   | Northampton         | 12 | 5  | 1 | 6  | 149 | 254 | −105 | 11 |
| 10  | Saracens            | 12 | 5  | 0 | 7  | 151 | 228 | −77  | 10 |
| 11  | Bristol             | 12 | 4  | 1 | 7  | 135 | 219 | −84  | 9  |
| 12  | Moseley             | 12 | 1  | 1 | 10 | 113 | 244 | −131 | 3  |
| 13  | Liverpool St Helens | 12 | 0  | 0 | 12 | 88  | 349 | −261 | 0  |

## Verdetti
- Bath: Campione d'Inghilterra
- Moseley, Liverpool St Helens: retrocesse in National Division Two 1991-92